# Parry Mitchell
Pour les articles homonymes, voir Mitchell.
Parry Andrew Mitchell, baron Mitchell (né le 6 mai 1943) est un homme d'affaires britannique et membre travailliste de la Chambre des lords. Le 10 mai 2000, Mitchell est créé pair à vie sous le titre de baron Mitchell, de Hampstead dans le Borough londonien de Camden, et présenté à la Chambre des lords le 24 mai 2000. Il siège sur les bancs travaillistes jusqu'à sa démission du parti en septembre 2016. Il réintègre le parti en juin 2020.

## Éducation
Parry Mitchell est titulaire d'un B.Sc (Econ) de l'université de Londres et d'un MBA de la Columbia Business School, New York.

## Carrière commerciale
Mitchell fonde, développe puis vend trois sociétés internationales dans le secteur des services informatiques : Standard Chartered Leasing Ltd ; United Leasing plc et Syscap plc. Aujourd'hui, il s'intéresse aux entreprises en démarrage. Il est directeur d'une start-up d'applications iPad à Manhattan, appelée Zuse - un navigateur multitâche, et il est également président d'Instant Impact, basé à Londres.
Mitchell fonde et préside la eLearning Foundation (qui fournit des ordinateurs portables aux enfants défavorisés). Il fonde une initiative appelée Making Connections qui permet aux universitaires israéliens et britanniques de collaborer sur des projets de recherche scientifique. Il préside le Coexistence Trust dont la mission est d'encourager le dialogue entre étudiants musulmans et juifs sur les campus britanniques.

## Carrière politique
Mitchell est l'un des fondateurs des sociaux-démocrates en 1981 et se présente deux fois sans succès pour le parti aux élections générales, à Ealing Acton lors des élections générales de 1983, puis à Salisbury en 1987.
Mitchell est anobli en 2000 et siège comme travailliste. Il siège au comité spécial des sciences et de la technologie. En 2012, il est nommé ministre fantôme des Affaires mais démissionne en 2013. En octobre 2017, il rejoint les Crossbenchers de la Chambre des lords.
Dans une lettre au Guardian, il critique l'attribution d'une pairie à Shami Chakrabarti peu après « son rapport anémique sur l'antisémitisme » dans le parti « semble une récompense pour avoir préparé le rapport que la direction voulait ». Le 24 septembre 2016, Mitchell démissionne du Parti travailliste à la suite de la réélection de Jeremy Corbyn à la tête du parti. Il a précédemment déclaré qu'il quitterait le parti travailliste si Corbyn était réélu. Selon Lord Mitchell dans l'émission Sunday Politics de la BBC, Corbyn « s'entoure d'une coterie de gens qui ont des opinions anti-israéliennes violentes et qui, alliés à cela, sont très hostiles aux Juifs ».

## Vie privée
Il est marié à Hannah Lowy, réalisatrice de documentaires de profession, administratrice du Donmar Warehouse Theatre de Londres et membre du conseil d'administration de Women for Women International pendant sept ans. Lady Mitchell préside la fiducie familiale (The Lowy Mitchell Foundation) qui soutient un certain nombre d'œuvres caritatives éducatives. Ils ont des fils jumeaux.